# Imperata
Imperata és un gènere de plantes de la família de les poàcies, ordre de les poals, subclasse de les commelínides, classe de les liliòpsides, divisió dels magnoliofitins.

## Taxonomia
- Imperata brevifolia Vasey
- Imperata cylindrica (L.) Beauv.
- Imperata exaltata Brongn.